# Elena Prochorova
Elena Vladimirovna Prochorova (in russo Елена Владимировна Прохорова?; Kemerovo, 16 aprile 1978) è una multiplista russa, vincitrice della medaglia d'argento ai Giochi olimpici di Sydney 2000 e di quella d'oro ai Mondiali 2001 nell'eptathlon.
Nel 2005 è risultata positiva ad un controllo antidoping ed è stata sospesa per un anno dalla IAAF.

## Palmarès
| Anno | Manifestazione   | Sede     | Evento     | Risultato | Prestazione | Note                                     |
| ---- | ---------------- | -------- | ---------- | --------- | ----------- | ---------------------------------------- |
| 1999 | Europei under 23 | Göteborg | Eptathlon  | Argento   | 6.011 p.    |                                          |
| 2000 | Europei indoor   | Gand     | Pentathlon | 5ª        | 4.555 p.    |                                          |
| 2000 | Giochi olimpici  | Sydney   | Eptathlon  | Argento   | 6.531 p.    |                                          |
| 2001 | Mondiali indoor  | Lisbona  | Pentathlon | Argento   | 4.711 p.    | Miglior prestazione personale            |
| 2001 | Mondiali         | Edmonton | Eptathlon  | Oro       | 6.694 p.    | Miglior prestazione personale stagionale |
| 2002 | Europei indoor   | Vienna   | Pentathlon | Oro       | 4.622 p.    |                                          |
| 2003 | Mondiali         | Parigi   | Eptathlon  | 4ª        | 6.452 p.    |                                          |
| 2004 | Giochi olimpici  | Atene    | Eptathlon  | 5ª        | 6.289 p.    |                                          |